# Euphaedra monticola
Euphaedra monticola är en fjärilsart som beskrevs av Schultze 1920. Euphaedra monticola ingår i släktet Euphaedra och familjen praktfjärilar. Inga underarter finns listade i Catalogue of Life.